# Помпония Ария
Помпония Ария (на латински: Pomponia Arria) е знатна римлянка от 3 век. Произлиза от фамилията Помпонии–Арии.
Тя се омъжва за Марк Меций Проб и става майка на Марк Помпоний Меций Проб (консул 228 г.). Нейният внук Марк Меций Проб се жени за Пупиена Секстия Павлина Цетегила, внучка на император Пупиен (238 г.) и сестра на Публий Пупиен Максим.